# سوسة لوز القطن
سوسة جوز القطن أو سوسة لوز القطن (الاسم العلمي: Anthonomus grandis) حشرة من فصيلة السوسية الحقيقية، انتشرت هذه الحشرة بداية في المكسيك وخلال اواخر القرن التاسع عشر شمل مناطق انتشارها الولايات المتحدة مما أدى إلى تدمير محصول القطن وصناعته الموازية في اواسط السبعينات انحسرت اضرار خنفساء القطن وذلك بفضل برنامج حكومي شجع القضاء على الحشرة.